# ژوست ژکین
ژوست ژکین (انگلیسی: Just Jaeckin) (۸ اوت ۱۹۴۰ – ۶ سپتامبر ۲۰۲۲) کارگردان فیلم اهل فرانسه بود.

## فیلم‌شناسی
- امانوئل (۱۹۷۴)
- Histoire d'O (The Story of O) (۱۹۷۵)
- Madame Claude (۱۹۷۷)
- دختران (۱۹۸۰)
- فاسق لیدی چترلی (۱۹۸۱)